# Capitán Hoyle
Capitán Hoyle es un caserío peruano ubicado en el distrito de San Jacinto, perteneciente a la provincia y el departamento de Tumbes, al norte del Perú. 

## Ubicación
Capitán Hoyle se ubica al oeste de la provincia de Tumbes, en el distrito de San Jacinto, en el departamento de Tumbes. Se ubica muy cerca a la frontera ecuatoriana-peruana.

## Demografía
En 2017 Capitán Hoyle tenía una población de 83 habitantes.